# Dorfkirche Königsfeld (Sachsen)

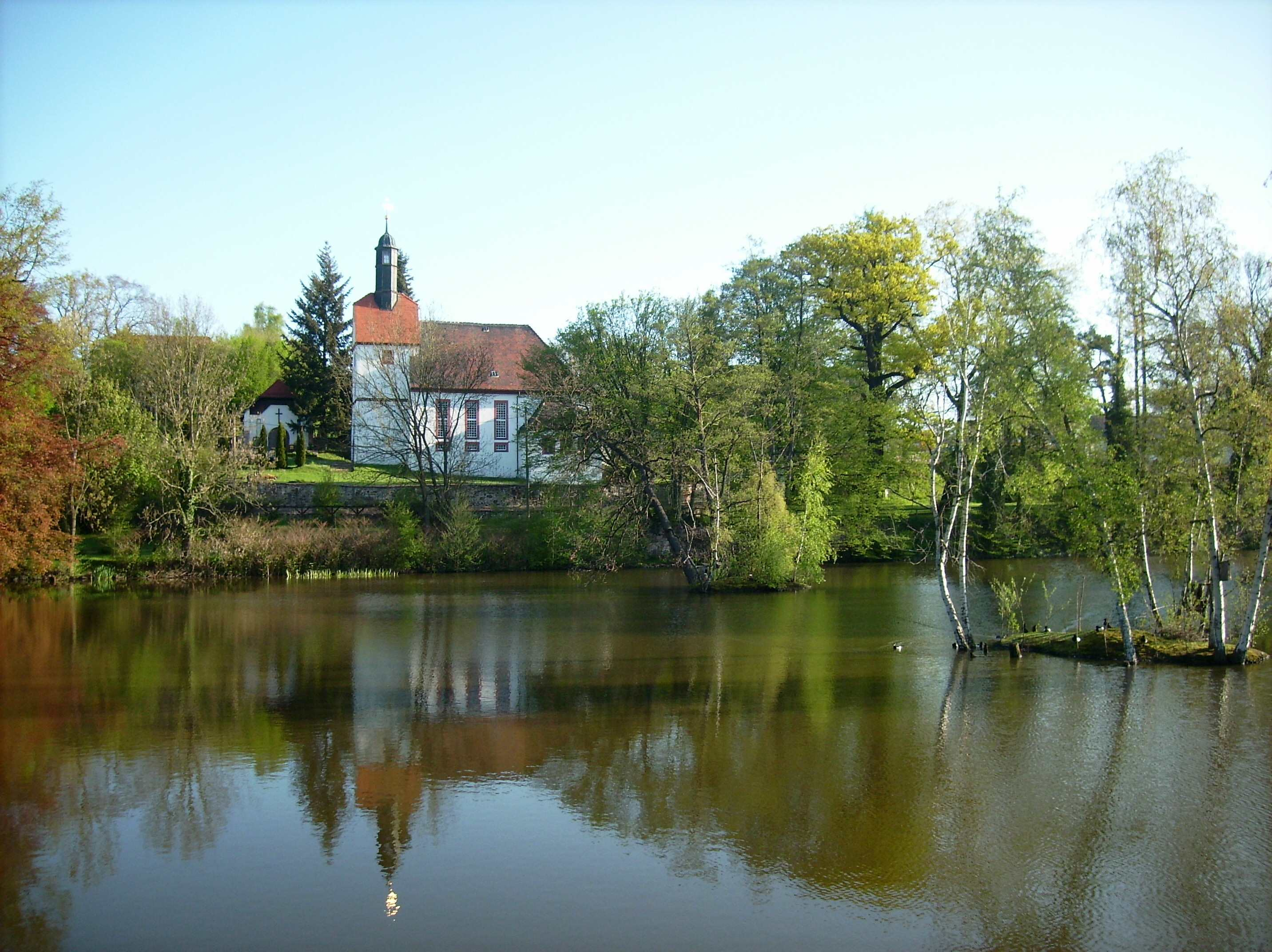
Kirche Königsfeld

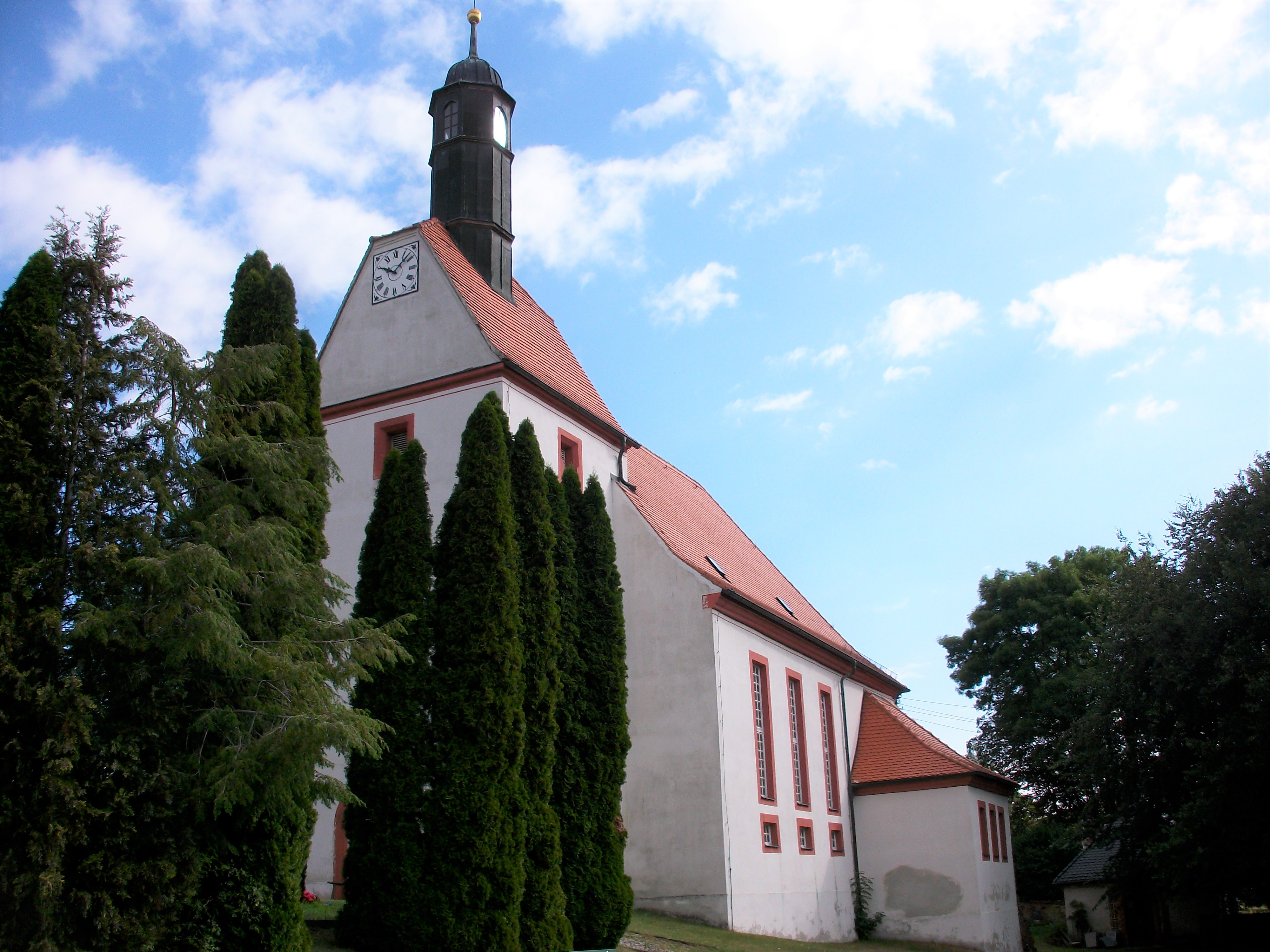
Südwestansicht

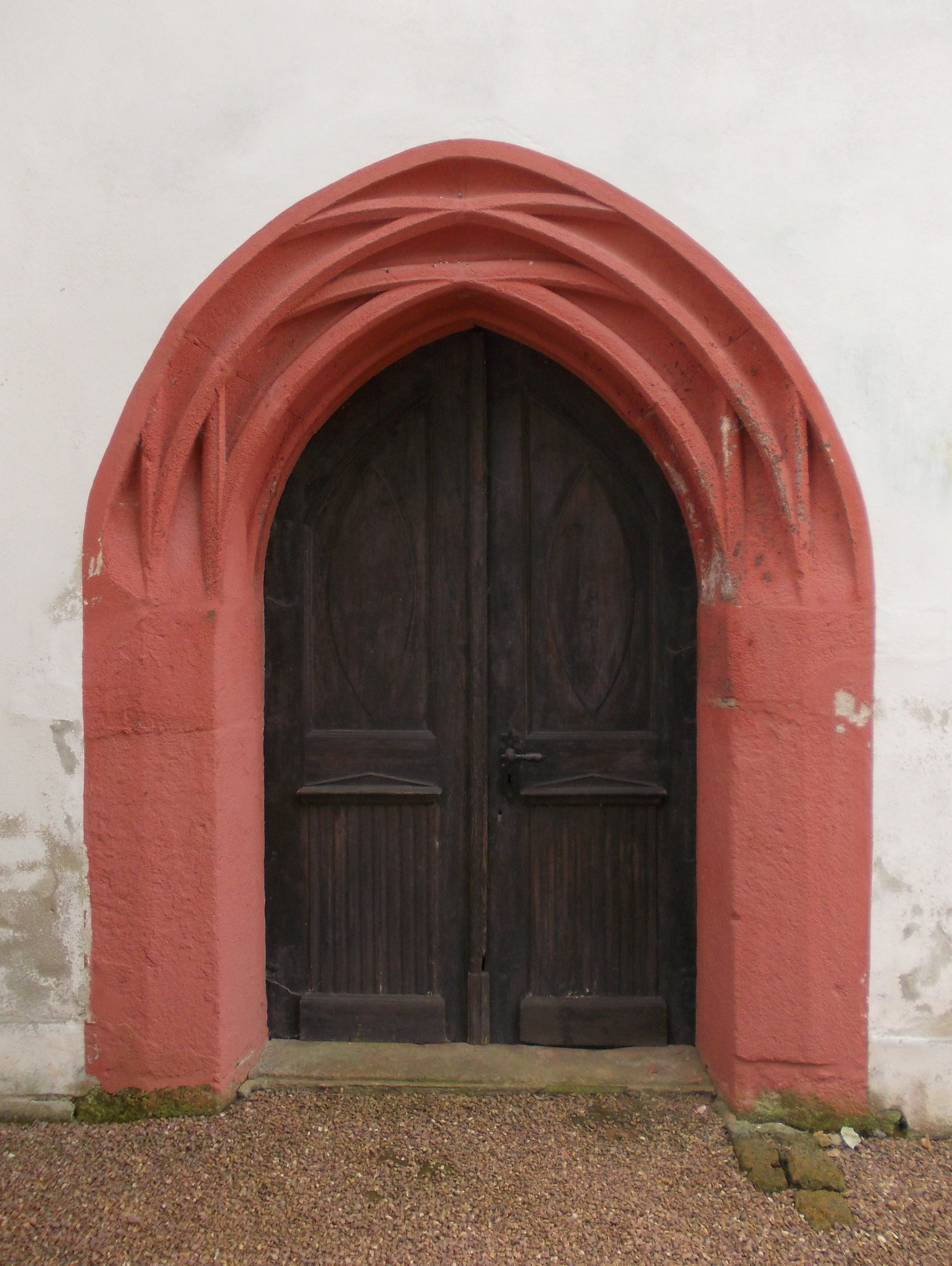
Portal

Die evangelische Dorfkirche Königsfeld ist eine schlichte Saalkirche in Königsfeld im sächsischen Landkreis Mittelsachsen mit reichgestalteter Ausstattung. Sie gehört zur Kirchengemeinde Rochlitz-Wechselburg im Kirchenbezirk Leisnig-Oschatz der Evangelisch-Lutherischen Landeskirche Sachsens.

## Geschichte und Architektur
Die Dorfkirche Königsfeld ist eine kleine Saalkirche mit einem niedrigen Turm aus dem 15. Jahrhundert, der Saal wurde im Jahr 1754 eingreifend erneuert. Restaurierungen wurden in den Jahren 1830, 1953/1995 und 1997 vorgenommen. Das Bauwerk ist aus verputztem Bruchsteinmauerwerk erbaut und endet in einem geraden Chorschluss. Östlich schließt sich eine kleine Sakristei an, auf der Chorsüdseite eine Patronatsloge. Der kompakte Westturm ist mit einem Krüppelwalmdach und einem schlanken verschieferten Dachreiter abgeschlossen. An der Nordseite des Turms ist ein Portal in Spitzbogenform mit verschränktem Stabwerk, nach Westen ein vermauertes Rundbogenportal und ein kleines spitz zulaufendes Fenster mit verschränktem Stabwerk angeordnet.
Das flachgedeckte Innere ist heute relativ nüchtern ausgestaltet; demgegenüber sind die sehr reich geschnitzten und farbig gefassten Ausstattungsstücke hervorgehoben. Eine einfache Empore ist an drei Seiten eingebaut, an der Nord- und an der Südseite sind die Emporen zweigeschossig ausgebaut. An der Südseite des Chores öffnet sich in Höhe des Erdgeschosses ein breiter und niedriger, heute verglaster Bogen zur Herrschaftsloge. An der Nordseite ist eine barocke Betstube aus dem 18. Jahrhundert mit einer kleinen Schnitzfigur des Salvator mundi eingebaut, deren anzunehmende frühere Fassung verlorengegangen ist.

## Ausstattung
Das Hauptstück der Ausstattung ist ein künstlerisch wertvoller Epitaphaltar für Quirin von Ende († 1609) und seine Gemahlin Maria von Einsiedel († 1602), der nach einer Inschrift im Jahr 1613 von Marcus Röhling aus Freiberg geschaffen wurde. Der ungewöhnlich reich verzierte, farbig gefasste, dreigeschossige Säulenaufbau wurde aus Alabaster, grünem Serpentinit und Holz gefertigt und zeigt in der Predella ein Abendmahlsrelief aus Alabaster und beiderseits ein Inschriftfeld mit Phönix und Pelikan. Im Hauptfeld ist eine figurenreiche Reliefdarstellung der Kreuzigung aus Alabaster mit drei kleinen, perspektivisch gemalten Landschaften. Seitlich ist je eine Wappenreihe der Verstorbenen zwischen Säulen aus Serpentinit und Marmor angeordnet, daneben die freiplastischen Figuren von Johannes dem Täufer und Moses. Die geschnitzten Anschwünge sind mit Beschlagwerk und Masken verziert. Über dem stark verkröpften Gebälk ist ein großes Relief mit einer Darstellung der Auferstehung angeordnet, zwischen den Säulen die Evangelisten Lukas und Johannes, daneben große Wappenkartuschen mit Rollwerkrahmung. Abgeschlossen wird der Aufbau von einer kleinen freiplastischen Darstellung der Himmelfahrt Christi, flankiert von den Evangelisten Matthäus und Markus.
Die ebenfalls reich und aufwändig geschnitzte und gefasste Kanzel ist mit rustikalen Reliefs aus dem Jahr 1636 von Christophorus Hiller aus Penig versehen. Am Treppenaufgang ist Jakobs Traum von der Himmelsleiter dargestellt, am polygonalen Kanzelkorb zwischen Säulchen vier Szenen aus dem Neuen Testament (Weinwunder auf der Hochzeit zu Kana, Zwölfjähriger Jesus im Tempel, die Taufe Christi und möglicherweise der Traum des Nikodemus), auf dem Schalldeckel eine kleine freiplastische Gruppe mit der Ausgießung des Heiligen Geistes. Die ehemals als Kanzelträger vorgesehene Figur des Moses ist jetzt gesondert an der Südseite aufgestellt. Die runde Taufe in Sandstein aus der ersten Hälfte des 17. Jahrhunderts zeigt am Fuß kleine Engelsköpfchen, der hölzerne Deckel stammt aus dem 18. Jahrhundert. Ein Opferstock stammt möglicherweise aus dem Mittelalter.
Die Orgel ist ein Werk von Johann Georg Friedlieb Zöllner aus dem Jahr 1820 mit zehn Registern auf einem Manual und Pedal. Sie wurde um 1900 repariert, wobei kleinere Änderungen an der Disposition vorgenommen wurden. Im Jahr 1956 wurde die Orgel von Reinhard Schmeisser überarbeitet, wobei die Dispositionsänderung wieder rückgängig gemacht, eine neue Pedalklaviatur sowie eine Manualklaviatur unbekannter Herkunft und ein Schleudergebläse eingebaut wurden.
Die Disposition lautet:
| Manual C–c3  |    |
| Principal    | 4′ |
| Mixtur III   | 1′ |
| Nassat       | 3′ |
| Oktava       | 2′ |
| Flauto minor | 4′ |
| Unda maris   | 8′ |
| Flauto major | 8′ |
| Salicional   | 8′ |

| Pedal C–c1 |     |
| Violon-Baß | 8′  |
| Subbaß     | 16′ |

Zusatzregister: Tremulant, Klingel